# Love Me Again
«Love Me Again» es el sencillo debut del cantante británico de soul John Newman desprendido de su álbum, Tribute. Fue lanzado como formato digital en Europa el 17 de mayo de 2013, a excepción del Reino Unido, donde se estrenó el 30 de junio de 2013. Debutó en la primera ubicación de la lista de sencillos del Reino Unido.
Fue nominada a Sencillo Británico del Año en los Brit Award de 2014 y nominada para el Premio Ivor Novello de 2014 a la Mejor Canción Musical y Lírica.

## Video musical
El vídeo musical fue dirigido por Vaughan Arnelly está basado en la clásica historia de amor de Romeo y Julieta.

## Lista de canciones
| Descarga digital |                                          |          |  |
| N.º              | Título                                   | Duración |  |
| 1.               | «Love Me Again»                          | 3:54     |  |
| 2.               | «Love Me Again» (Kove Remix)             | 4:20     |  |
| 3.               | «Love Me Again» (Gemini Remix)           | 4:02     |  |
| 4.               | «Love Me Again» (Ejeca Remix)            | 6:52     |  |
| 5.               | «Love Me Again» (Love Thy Brother Remix) | 4:26     |  |

## Posicionamiento en listas y certificaciones
| Lista (2013)                          | Mejor posición |
| ------------------------------------- | -------------- |
| Alemania (Offizielle Deutsche Charts) | 6              |
| Australia (ARIA)                      | 23             |
| Austria (Ö3 Austria Top 40)           | 8              |
| Bélgica (Flandes) (Ultratop 50)       | 9              |
| Bélgica (Valonia) (Ultratop 50)       | 12             |
| Dinamarca (Tracklisten)               | 9              |
| Escocia (The Official Charts Company) | 1              |
| Eslovaquia (Rádio Top 100)            | 11             |
| España (Top 100 Canciones)            | 16             |
| Francia (SNEP)                        | 22             |
| Grecia (IFPI)                         | 1              |
| Hungría (Rádiós Top 40)               | 3              |
| Irlanda (IRMA)                        | 3              |
| Israel (Media Forest)                 | 3              |
| Italia (FIMI)                         | 3              |
| Nueva Zelanda (Recorded Music NZ)     | 12             |
| Países Bajos (Dutch Top 40)           | 14             |
| Portugal (Billboard Digital Songs)    | 6              |
| Reino Unido (UK Singles Chart)        | 1              |
| República Checa (Rádio Top 100)       | 18             |
| Suiza (Schweizer Hitparade)           | 5              |

| País          | Organismo certificador | Certificación | Ventas | Ref.   |
| ------------- | ---------------------- | ------------- | ------ | ------ |
| Australia     | ARIA                   | Oro           | 35 000 | [ 25 ] |
| Italia        | FIMI                   | Oro           | 15 000 | [ 26 ] |
| Nueva Zelanda | RIANZ                  | Oro           | 7 500  | [ 27 ] |

## Sucesiones en listas
| Anterior: «I Love It» de Icona Pop con Charli XCX | UK Singles Chart — Sencillo número uno 7 de julio de 2013 — 13 de julio de 2013 | Siguiente: «Blurred Lines» de Robin Thicke con T.I. & Pharrell |

## Lugares donde ha aparecido
"Love Me Again" apareció en la banda sonora del juego de vídeo FIFA 14 y en los créditos finales de la película de 2014 de ciencia ficción Edge of Tomorrow. También apareció en la serie de televisión estadounidense de Suits, en el episodio "Buried Secrets", que salió al aire el 6 de marzo de 2014, en la escena inicial del primer episodio de la temporada 4 de "One-Two-Three Go", al aire el 11 de junio de 2014. "Love Me Again" es una canción tocable en  Just Dance 2015 y en Just Dance Unlimited. En 2016, aún se tocaba en el Millennium Stadium en los juegos de rugby internacional.